# Sinònim (taxonomia)
En taxonomia, el terme sinònim fa referència a cadascun dels dos o més noms científics del mateix rang usats per descriure el mateix tàxon.
Quan, per exemple, existeixen dos noms per la mateixa espècie, s'aplica l'anomenada «llei de la prioritat»: el que va ser publicat primer en un article científic és mantingut (sinònim més antic), mentre que el segon (sinònim més modern) ha de ser abandonat i no pot ser reutilitzat.